# Urocystis violae
Urocystis violae är en svampart som först beskrevs av James Sowerby, och fick sitt nu gällande namn av Eduard Fischer 1867. Urocystis violae ingår i släktet Urocystis och familjen Urocystidaceae.   Inga underarter finns listade i Catalogue of Life.